# آماده باشی یا نه: دارم میام
آماده باشی یا نه: دارم میام (به انگلیسی: Ready or Not: Here I Come) فیلمی آمریکایی آماده اکران در ژانر کمدی ترسناک به کارگردانی مشترک مت بتینلی-اولپین و تایلر گیلت است. این فیلم که دنباله‌ای بر آماده باشی یا نه (۲۰۱۹) به‌شمار می‌رود، با بازگشت سامارا ویوینگ برای ایفای نقش اصلی گریس لو دوماس همراه است، و همچنین کاترین نیوتون، کوین دورند، دیوید کراننبرگ، سارا میشل گلر، الایجا وود، شان هاتوسی و نستر کاربونل به جمع بازیگران این فیلم اضافه شده‌اند. همانند فیلم قبلی گای بوسیک و آر. کریستوفر مورفی وظیفهٔ نوشتن فیلمنامه را بر عهده دارند.
مراحل تصویربرداری اصلی و تولید فیلم از ۱ آوریل ۲۰۲۵ در شهر تورنتو آغاز شده است.

## بازیگران
- سامارا ویوینگ در نقش گریس لو دوماس، عروس سابق خانوادهٔ لو دوماس
- کاترین نیوتون
- کوین دورند
- دیوید کراننبرگ
- سارا میشل گلر
- الایجا وود
- شان هاتوسی
- نستر کاربونل